# 八嶋康博
八嶋 康博（やしま やすひろ、1953年9月21日 - ）は、日本の実業家。
元関西電力代表取締役副社長。元関西経済同友会常任幹事。在任中に善管注意義務違反により損害を与えたとして、関西電力から1億7000万円の損害賠償請求を受けた。

## 人物・経歴
1977年京都大学法学部卒業、関西電力入社。2002年関西電力企画室企画部長。2006年関西電力燃料室長。2008年関西電力執行役員(従業員)燃料室長。2009年関西電力執行役員地域共生・広報室長。2011年関西電力常務取締役。2013年関西電力取締役常務執行役員。2016年関西電力代表取締役副社長執行役員広報室担当・立地室担当。2017年関西電力常任監査役。2016年6月きんでん監査役、2020年6月きんでん監査役退任。
森詳介関西電力取締役会長の指示で、役員報酬補填を秘密裏に進めるなどした。森山栄治部落解放同盟福井県連合会元書記長からの金銭受領問題が発覚した2019年には、日本監査役協会の大会で企業不祥事防止に関するパネリストとして登壇し、「思い切ってやって参りました」などと語った。

## 役員報酬填補事件
2020年に関西電力常任監査役を退任後、中村直人弁護士が委員長を務める関西電力コンプライアンス委員会から役員報酬補填での法令違反の可能性を指摘されたのち、善管注意義務違反があったとして関西電力から1億7000万円の損害賠償を求められた。